# Gastropholis tropidopholis
Gastropholis tropidopholis är en ödleart som beskrevs av  George Albert Boulenger 1916. Gastropholis tropidopholis ingår i släktet Gastropholis och familjen lacertider. Inga underarter finns listade i Catalogue of Life.